# Music fund
 (septembre 2021).
 (septembre 2021).

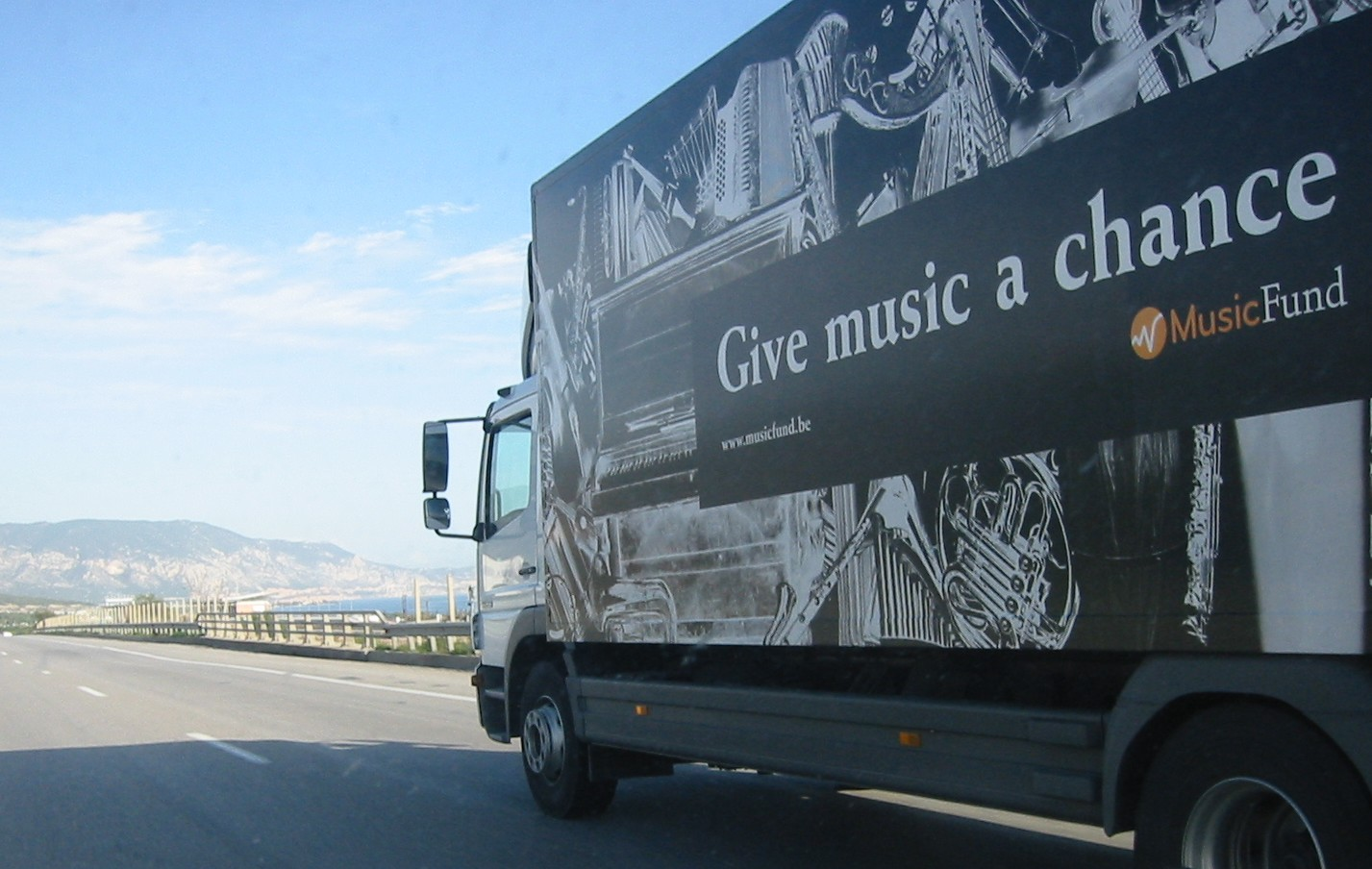

Music Fund est une organisation à but non lucratif, qui collecte des instruments de musique et organise des formations de réparateurs d'instruments de musique dans des pays en conflit ou en développement. Elle est née en 2004 d’une synergie entre l'ONG, Oxfam-solidarité, et un ensemble de musique, l'Ensemble Ictus.
C’est en 2005, un an après sa création, que Music Fund organise sa première collecte d’instruments. Plus de 500 instruments de toutes sortes sont collectés. Quelques mois plus tard, en décembre 2005, le premier transport est organisé et les instruments sont acheminés vers la Palestine et Israël. L'opération est reconduite les années suivantes au profit du Congo (Kinshasa) et du Mozambique (Maputo).
Des collectes d’instruments sont régulièrement organisées à travers l’Europe.
Les instruments collectés sont alors restaurés puis distribués dans les écoles partenaires.
Maintenir ces instruments en bon état est la seconde priorité de Music Fund. À ce titre, des actions de formations sont organisées sur place au sein des écoles de musique partenaires sous forme de stages ou d’ateliers.